# Conservatisme social au Canada
Pour un article plus général, voir Conservatisme social.
Au Canada, le conservatisme social est historiquement incarné par des partis politiques de droite tels que le parti créditiste et le parti réformiste du Canada. De nos jours, il existe une faction du Parti conservateur du Canada qui penche vers le conservatisme social.

## Le Parti réformiste du Canada (1987-2000)
Créé en 1987 à l'issue de la montée du populisme de droite durant les années 1980, le Parti réformiste du Canada est souvent considéré comme le premier parti fédéral prônant les valeurs du conservatisme social. Le Parti réformiste a connu de forts succès aux élections fédérales de 1993 et 1997 grâce à une plateforme articulée principalement autour d'enjeux néolibéraux visant à réduire les politiques de l'État-providence ainsi que d'enjeux populistes tels que la réforme des institutions politiques, un plus grand recours aux référendums, une plus grande transparence dans le but d'accroître le pouvoir participatif de la population au détriment du pouvoir des élites politiques et bureaucratiques,. Malgré la prééminence d'un programme politique néolibéral et populiste, les réformistes ont prudemment, mais clairement démontré leur appui à certaines valeurs prônées par le conservatisme social. Les convictions et l'entourage évangélique de Preston Manning, l'unique chef que le Parti réformiste du Canada ait connu, n'ont jamais laissé de doute quant à son engagement envers des croyances moralement conservatrices telles que son opposition au mariage homosexuel et à l'avortement. Or, afin d'éviter que le Parti réformiste du Canada ne devienne trop fortement associé au conservatisme social, Manning n'a pas recouru à cette idéologie afin de modeler directement ses politiques publiques. À l'inverse, le parti en tant que tel était plutôt évasif en ce qui concerne le conservatisme social. Les réformistes préféraient rediriger les enjeux associés au conservatisme social vers leur agenda populiste dans la mesure où, au besoin, il reviendra au peuple de se prononcer sur ses questions par le biais de référendums.

## L'Alliance canadienne (2000-2003)
En réponse à la division de l'électorat conservateur entre les réformistes et le Parti progressiste-conservateur du Canada (PPCC) qui facilite les victoires électorales du Parti libéral du Canada, le Parti réformiste se transforme pour devenir l'Alliance canadienne (AC) et s’affiche désormais comme un parti conservateur pancanadien dont l'objectif est d'unifier la droite canadienne en fusionnant avec le PPCC. Peu de temps après la formation du parti, Stockwell Day succède à Preston Manning et devient le chef de l'AC. La chefferie de Day marque sans doute la période où le programme politique des conservateurs sociaux bénéficie de sa plus grande visibilité sur la scène politique fédérale. Contrairement à l'approche « claire, mais prudente » de Manning, Stockwell Day appuyait ardemment la cause des conservateurs sociaux, particulièrement sur les questions concernant la moralité religieuse. De plus, plusieurs des nouveaux membres de l'AC recrutés par Day appartenaient à des organisations évangéliques qui militaient pour le mouvement pro-vie et qui s'opposaient au mariage entre personnes de même sexe, montrant l'intention du nouveau chef à joindre le christianisme à la politique. Toutefois, l'AC n'a pas été en mesure d'unir la droite canadienne avec l'approche de Day et, en 2002, Stephen Harper devient le nouveau chef du parti.

## Le Parti conservateur du Canada (2003-2015)
Le Parti conservateur du Canada (PCC) est né de l'unification entre le PPCC mené par Peter MacKay et l'AC menée par Stephen Harper en 2003. Harper demeure chef du PCC jusqu'en 2015 après sa défaite contre Justin Trudeau et le PLC. Avant de devenir chef de l'AC et du PCC, Harper était reconnu pour son désintérêt à l'endroit du programme politique des conservateurs sociaux, préférant se concentrer sur les enjeux de nature économique,,. Pendant ses années au sein du Parti réformiste, Harper a affirmé que le parti ne devrait pas prendre de positions en ce qui concerne les enjeux moraux, notamment le mariage entre personnes de même sexe.
Sous Harper, le PCC a cherché à créer une coalition qui incluait l'ensemble des différentes branches du conservatisme présentes au Canada. Ainsi, les conservateurs sociaux présents à l'époque de Day, ainsi que Day lui-même, sont demeurés dans le PCC et ont continué à y occuper des rôles importants,. Le degré d’influence du conservatisme social sur les politiques du PCC sous le règne d'Harper est sujet à débat. L'étude du PCC durant les années d'Harper dévoile que l'ancien Premier ministre a simultanément cherché à limiter les ambitions politiques des conservateurs sociaux tout en leur accordant certaines concessions. L'influence des conservateurs sociaux est particulièrement visible lors des années précédant la victoire du PCC en 2006. La politique étrangère proposée par le PCC à la suite de l’arrivée d'Harper était « fondée sur la clarté morale », prônant l'importance du manichéisme, le rapprochement avec les États-Unis et le renforcement des capacités militaires du Canada. D’ailleurs, le refus du gouvernement de Jean Chrétien de participer à la guerre d'Irak en 2003 constitue pour les conservateurs d’Harper un rejet de cette clarté morale. En ce qui concerne le mariage entre personnes de même sexe, les plateformes électorales de 2004 et 2006 promettaient de rouvrir le débat sur cet enjeu. Les deux plateformes promettent de tenir un vote libre sur la définition du mariage, alors que celle de 2006 promet de « rétablir la définition traditionnelle du mariage » dans le cas où une telle résolution serait adoptée au parlement,. Toujours dans la plateforme électorale de 2006, les conservateurs promettaient d'allouer aux familles canadiennes 100 $ par enfant âgé de moins de six ans, montant qui serait imposable au parent ayant le plus faible revenu. Cette mesure a été dénoncée pour sa volonté de récompenser les familles traditionnelles, car lorsqu'un des deux conjoints, généralement la mère, n'a pas d'emploi rémunéré, aucun impôt n’était payable sur le montant alloué.
Il semble y avoir un consensus selon lequel le PCC, lorsqu'il a été au pouvoir de 2006 à 2015, a cherché à contenir l'influence du conservatisme social. Avec la campagne électorale de 2006, Harper aurait réussi à redéfinir le PCC en un parti plutôt « centre droit » en gardant un contrôle serré sur les conservateurs sociaux. Après la défaite de la résolution parlementaire qui proposait de réexaminer la définition du mariage, Harper a clairement signalé à son parti qu’il était désormais hors de question de tenter de rouvrir le débat en ce qui concerne le mariage entre conjoints de même sexe et l'avortement. Pour plusieurs, Harper et le PCC ont vu la nécessité de recourir à la politique de médiation, sachant qu'un virage trop prononcé vers le conservatisme social à tout moment risquerait de leur coûter le pouvoir,. L'influence du conservatisme social lors des années d’Harper est ainsi souvent considérée comme étant minime ou modérée, mais elle a néanmoins fait surface à quelques reprises. Cette influence était présente dans la politique étrangère d'Harper lorsqu'il a annoncé que l'avortement serait totalement exclu de son initiative d'aide étrangère en matière de santé maternelle. D'autres mesures comme la création d'un ambassadeur pour la liberté religieuse et la volonté de réformer le système correctionnel afin de le rendre davantage punitif vont en ce sens. Pour ce qui est de la politique migratoire du PCC, cette dernière s'est construite autour d'un discours mettant l'accent sur une remise en question du multiculturalisme ainsi que sur la sécurité et l'identité des Canadiens. Il est également noté du temps d'Harper que le PCC a tenté de redéfinir la nation canadienne autour de valeurs telles que le patriotisme et le militarisme.

### Le Parti conservateur du Canada (2016-)
Le conservatisme social continue d'avoir une présence au sein du PCC depuis leur dernière présence au pouvoir en 2015. Plusieurs regroupements anti-IVG avancent qu'entre 40 % et 56 % des membres actuels du caucus conservateur sont pro-vie. La coalition entre les conservateurs sociaux et les conservateurs fiscaux est parfois source de conflit à l'intérieur du PCC. L'ancien chef progressiste Peter MacKay affirme que le conservatisme social d'Andrew Scheer est responsable de la défaite électorale du parti en 2019. Les candidatures de Leslyn Lewis lors des courses à la direction du PCC en 2020 et en 2022 indiquent également que les conservateurs sociaux occupent encore une certaine présence sur la scène politique fédérale.